# Willem Ferwerda
Willem Ferwerda (1959) is een Nederlandse ecoloog, natuurbeschermer en ondernemer. Hij is oprichter en directeur van Commonland, een organisatie die zich wereldwijd bezig houdt met het stimuleren van duurzame ontwikkeling door het herstel van grote gedegradeerde landschappen. Hij is als adviseur of bestuurder betrokken bij verschillende internationale organisaties op het gebied van natuur en duurzaamheid. Ferwerda stond in 2016 op de eerste plaats in de Duurzame 100, de lijst van Nederlanders met de meeste invloed op het gebied van milieu en duurzaamheid die jaarlijks wordt opgesteld door Trouw.

## Werk
Ferwerda studeerde tropische ecologie en milieukunde in Amsterdam en Bogota. Hij begon zijn carrière in het ecotoerisme en werkte in Zuid-Amerika, Azië, Afrika en Europa in projecten op het gebied van natuurbeheer en herstel van natuur- en landbouwgebieden.
In 2000 werd hij directeur van het Nederlandse kantoor van de internationale natuurorganisatie IUCN - International Union for Conservation of Nature. Daar was hij onder andere de initiatiefnemer van Leaders for Nature, een netwerk van prominenten uit het bedrijfsleven die optreden als pleitbezorgers voor duurzaam ondernemen en verantwoord omgaan met biodiversiteit. In 2006 nam hij het initiatief om 84 CEO's van grote Nederlandse bedrijven een open brief aan het kabinet te laten ondertekenen, waarin zij opriepen om meer te doen aan natuur en klimaat. Deze brief werd gepubliceerd in het NRC Handelsblad. Dat leidde uiteindelijk in 2010 tot het tot stand komen van een akkoord inzake biodiversiteit tussen natuurorganisaties en de werkgeversorganisatie VNO-NCW. Ook was Ferwerda bij IUCN betrokken bij het opzetten van een financieringsprogramma voor natuurbeheer in ontwikkelingslanden. In 2005 nam hij samen met Irene van Lippe-Biesterfeld het initiatief tot het oprichten van Stichting NatuurWijs om kinderen in contact te brengen met de natuur, waar zij deel van uitmaken.
In 2012 vertrok Ferwerda van IUCN naar de Erasmus Universiteit in Rotterdam waar hij nog steeds verbonden is aan de Rotterdam School of Management. In maart 2013 richtte hij de organisatie Commonland op, met steun van de Erasmus Universiteit, IUCN en de COmON Foundation. Commonland richt zich op het stimuleren van duurzame ontwikkeling door het herstel van grote landschaps- en natuurgebieden; uitgangspunt daarbij is de door Ferwerda ontwikkelde aanpak, het 4 Returns framework voor landschapsherstel. Ferwerda werd ook CEO van Commonland. Commonland is sindsdien actief in 23 landen om het 4 Returns framework uit te rollen met lokale partners in grote gebieden. Per 1 mei 2024 heeft Ferwerda zijn executieve verantwoordelijkheden overgedragen aan Gabrielle Taus om als founder meer tijd vrij te maken voor het internationale werk, begeleiding, beleidsbeïnvloeding, fondsenwerving en bestuurlijke activiteiten.
Hij was als adviseur of bestuurder verbonden aan de World Land Trust (UK), de Charles Darwin Foundation (Galapagos, Ecuador), het NatuurCollege van Irene van Lippe-Biesterfeld, de IUCN Commission on Ecosystem Management, 1000 Landscapes for One Billion People en Regen10. In 2016 plaatste Trouw hem op de eerste plaats in de Duurzame 100, de lijst van Nederlanders met de meeste invloed op het gebied van milieu en duurzaamheid. Hij sprak in 2017 de duurzame troonrede uit over herstel van het landschap als basis van de economie en ontving in 2019 de Groeneveldprijs voor duurzaamlandschapsbeheer. In 2019 werd er een fluitkikker (Pristimantis ferwerdai) naar hem genoemd in Colombia als dank voor zijn jarenlange inzet als natuurbeschermer. In 2021 publiceerde hij met anderen een nieuw rapport over het 4 Returns framework voor landschapsherstel als partner van de UN Decade of Ecosystem Restoration. In 2023 ontving hij de Wubbo Ockels Brandaris oeuvreprijs, omdat hij volgens de jury "zich zijn hele leven lang inzet voor een duurzame toekomst voor de volgende generatie en daarbij moed, volharding en verbeeldingskracht heeft getoond".
Sinds 2009 werkt Ferwerda samen met de Chinees-Amerikaanse film- en documentairemaker John. D. Liu. Hij was betrokken bij de documentaires Groen Goud 1 en Groen Goud 2 die werden uitgezonden in het VPRO-programma Tegenlicht.

## Privé
Ferwerda is getrouwd met Petra en heeft twee kinderen Tara (1997) en Lucas (2001). Zijn zoon Lucas overleed onverwachts door een hartritmestoornis in 2022.

## Externe bronnen
- Willem Ferwerda over het 4 returns business framework voor landschapsherstel in VPRO Tegenlicht documentaire Groen Goud 2, 2014
- Willem Ferwerda over herstel van landschap in Haïti voor het Rode Kruis
- Website Commonland
- Willem Ferwerda over landschapsherstel in Spanje in de documentaire 'Giving The Altiplano A Chance' van de Spaanse televisie TVE april, 2017 (Spaans met Engelse ondertitels)
- Willem Ferwerda's uitleg van het 4 Returns framework
- Regen10 https://regen10.org/
- Maatschapwij interview, 2018. https://www.youtube.com/watch?v=d8ebWfjwIuQ

- International Standard Name Identifier: 0000 0000 4160 6341
- Library of Congress Control Number: no2002046164
- Nederlandse Thesaurus van Auteursnamen: 274431270
- Virtual International Authority File: 56279803
- WorldCat: E39PBJhmPvtdhPT8md7rhQFMyd